# Франческо Веньєр
Франческо Веньєр (італ. Francesco Venier) — 81-й венеційський дож у 1554—1556 роках.

## Біографія
Належав до патриціанського роду Веньєр. Син Джованні Веньєра з гілки Сант-Анджело та Марії Лоредан, доньки дожа Леонардо Лоредана. Народився 1489 року у Венеції. У 8 років втратив матір. Замолоду подорожував Європою, присвятивши себе торгівлі, хоча мав слабке здоров'я. У 1510 році він побував у Лондоні, перетнувши Савойське герцогство та Французьке королівство.
У 1515 році він декілька разів надавав позики державі, обтяженій тривалою війною Камбрейської ліги. Завдяки накопиченому досвіду, його також запрошували обіймати посади в економічній та фінансовій сферах: його обирали посадовцем Палати авансу (1515 рік), «мудрим» (експертом) з питань десятини (1516 рік), «мудрим» (експертом) з питань реформи десятини для запровадження стягнення кредитів (1517 року).
У 1522 році він став проведитором комуни, 1526 року знову «мудрим» (експертом) Ради десяти, 1528 році — «мудрим материку» (експертом з питань північноіталійських володінь). Під час війні Коньяцької ліги запропонував позику в 100 тис. дукатів.
29 квітня 1529 року разом з іншими він запропонував державі нову позику. 29 липня його було обрано «мудрим з торгівлі», але 29 вересня він пішов у відставку, щоб знову прийняти посаду «мудрого материка». В цей час демонстрував свою опозицію до імператора Карла V, зіткнувшись з тими, хто мав намір повернути Червію та Равенну Папській державі, та підтримавши тірольського повстанця Міхаеля Гайсмара.
У 1530 році його було призначено подестою Брешії; він прибув туди у травні 1531 року, обіймаючи в цей період посаду «мудреця материка». Головну увагу зосередив на дослідженні політичної ситуації у Міланському герцогстві, де панували іспанці. У 1533 році повернувся до Венеції.
22 березня 1534 року він став лейтенантом Фріулі, де залишався півтора року. Повернувшись до Венеції, він був 11535 року став «мудрим» (експертом) з трактування законів, 1537 року став членом Ради десяти, але 10 червня того ж року став подестою Падуї.
У жовтні 1539 року він повернувся до Ради десяти, а в 1541 році знову до ради материка. 20 серпня 1542 року призначається послом до папи римського Павла III. Повернувшись до Венеції 1545 року увійшов до Малої ради від сестьєре Санта-Кроче. У 1546—1549 роках входив до дорадчого органу при Малій раді. Разом з тим 1546 року став членом дзонти Ради десяти, у 1550 і 1552 роках — знову членом Малої ради.
13 квітня 1550 року його було призначено подестою Верони. У 1553 році він був коректором у промісії дожа. Того ж року він був «мудрим» (експертом) з реконструкції палацу дожів. 
Помер 2 червня 1554 року, залишивши свої статки братові П'єтро. Поховано у церкві Сан-Сальвадор, надгробний пам'ятник спроектований Якопо Сансовіно та доповнений статуєю Алессандро Вітторіа.

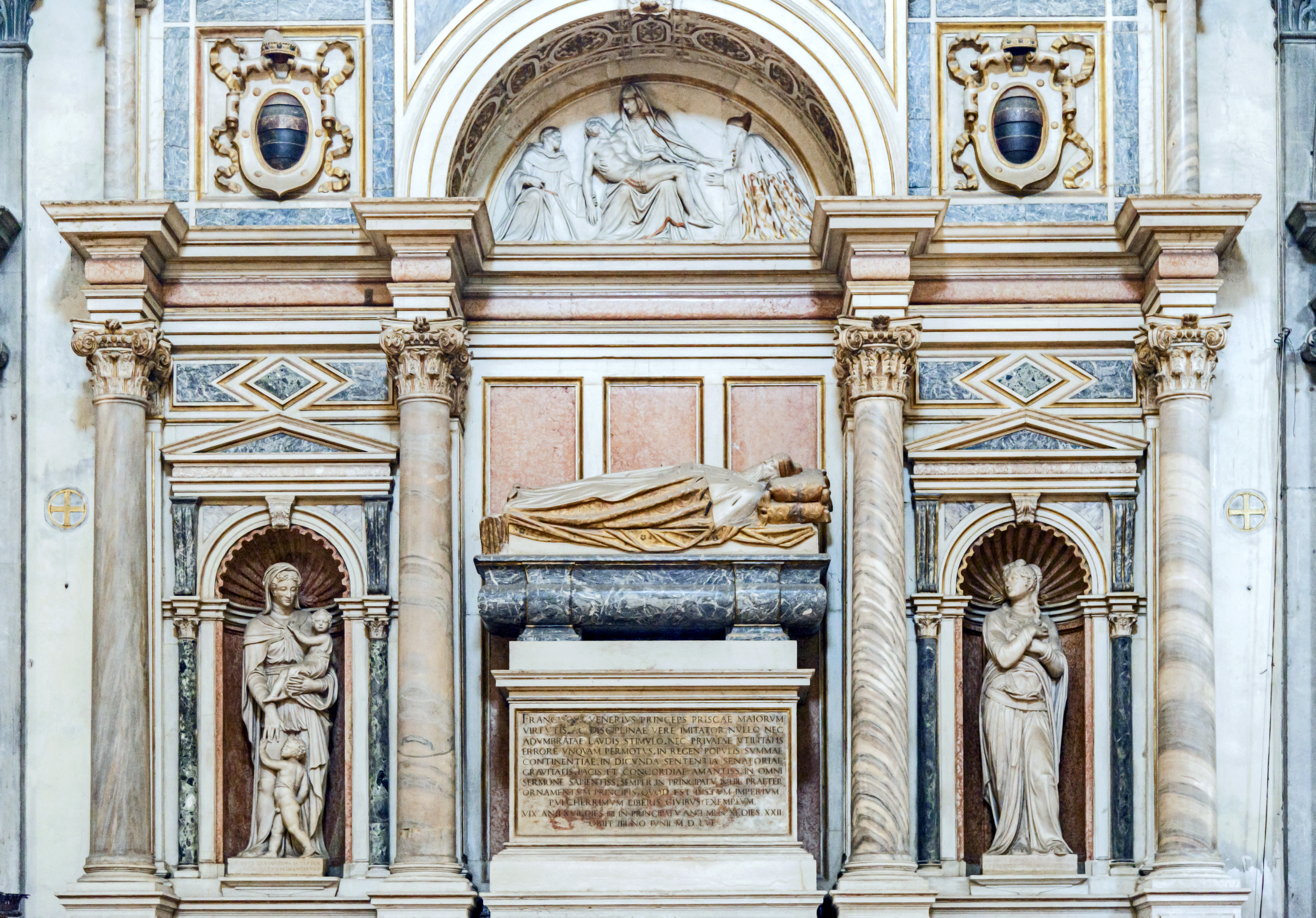
Могила Франческо Веньєра